# Petka (miasto Požarevac)
Petka (cyr. Петка) – wieś w Serbii, w okręgu braniczewskim, w mieście Požarevac. W 2011 roku liczyła 1173 mieszkańców.